# Ivan Trajkovič
Ivan Konrad Trajkovič, slovenski tekvondoist, * 1. september 1991, Zagreb.
Ivan Trajkovič je za Slovenijo nastopil na tekvondojskem delu Poletnih olimpijskih iger 2012 v Londonu, kjer je osvojil enajsto mesto v kategoriji nad 80 kg. V kategoriji nad 87 kg je osvojil srebrno medaljo na Evropskem prvenstvu 2012 v Manchestru.